# Monokrom

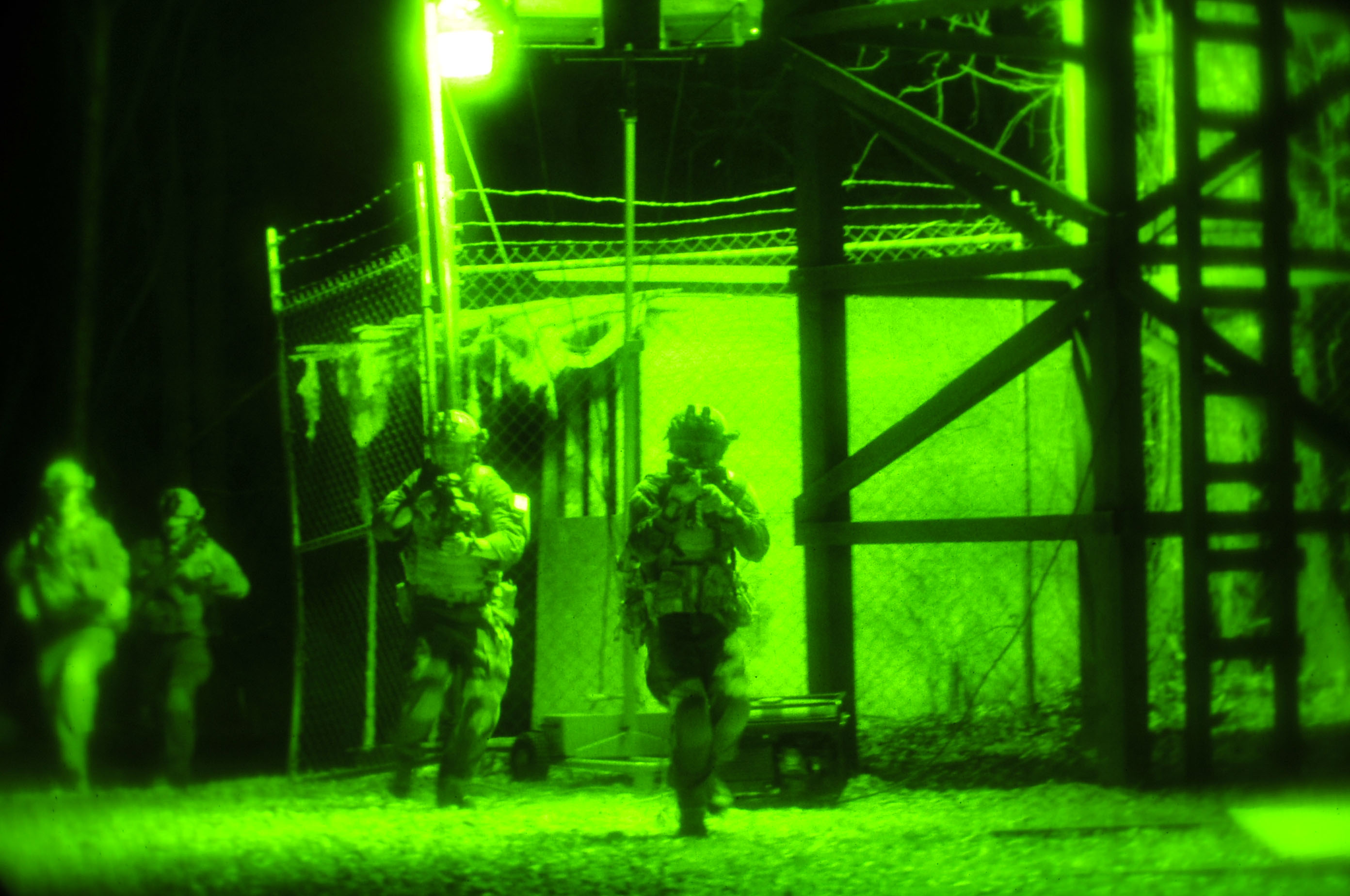
Bildförstärkare för mörkerseende skapar oftast monokroma bilder.

Monokrom (av grekiskans μόνος, mónos "ensam" och χρώμα, chroma "färg") uttrycker något som har endast en färg. Inom fysiken används uttrycket för elektromagnetisk strålning av samma våglängd. En monokromatisk datorskärm kan bara visa en färg, ofta grön eller vit. Jämför polykrom.
Ett svartvitt fotografi är egentligen en monokrom bild i gråtoner. Sepia är bilder i bruntoner och en cyanotyp är en bild i blåtoner. 
Grisaille är monokromt måleri i gråtoner. Under klassicismen användes monokroma bilder ibland för att imitera reliefer.